# War Song
War Song è un singolo collaborativo di Neil Young, Graham Nash, pubblicato nel 1972.

## Il brano
Il brano è stato realizzato in supporto della campagna elettorale presidenziale del 1972 in supporto a George McGovern, che concorreva a Richard Nixon nelle elezioni presidenziali.
Esso vede la collaborazione anche del gruppo The Stray Gators.

## Tracce
- 7"

1. War Song
2. The Needle and the Damage Done